# Ho-Kwang Mao
Ho-Kwang Mao (chiń. 毛河光; pinyin Máo Héguāng; ur. 1941 r. w Szanghaju) – chińsko-amerykański geolog, pionier wysokociśnieniowej geochemii i geofizyki.